# Borne milliaire de Bidoussanne
La borne itinéraire de Bidoussanne est une borne milliaire de France aussi appelée borne milliaire de Gigery. Elle fait partie des vestiges de la Via Aurelia reliant Rome à Arelate

## Localisation
La borne est située sur la commune de Pélissanne.

## Historique
La borne est inscrite au titre des monuments historiques en 1941.